# Орден Свободы и Независимости
Орден Свободы и Независимости КНДР (кор. 자유독립훈장; Chayu Tongnip Hunchang/Jayu Tongnip Hunjang) — один из орденов Корейской Народно-Демократической Республики.
Он делится на две степени: первая степень предназначена для награждения командирам дивизий, бригад и крупных партизанских соединений за мужество, храбрость и успешное командование боевыми действиями. Вторая степень предназначена для награждения  командиров полков, батальонов и рот, отдельных партизанских отрядов. Орден как первой, так и второй степени, может вручаться также гражданским специалистам оборонной промышленности, воинским частям и соединениям, известны и другие награждения коллективов (см. ниже).

## История
Орден был учрежден 7 июля 1950 года, во время Корейской войны.
Было изготовлено два варианта: советского производства с поворотным механизмом крепления и северокорейского производства со штифтом.

## Награждения
Во время Корейской войны орден первой степени получили 95 корейцев и 126 китайцев, а второй степени — 3043 корейца и 4703 китайца.
Среди награждённых:
- Ансамбль песни и пляски Корейской Народной Армии, (I степень)
- Ким Хен Гвон, (I степень)
- Ли Чжон Ок, (I степень)
- Пак Сон Чхоль, (I степень)
- Чо Мён Рок, (I степень,дважды)
- Ким Чен Ир, (I степень, дважды, ll степень)
- Ким Ир Сен, (I степень, дважды)
- Хён Чхоль Хэ, (I степень, четырежды)
- Хён Ён Чхоль, (I степень дважды, ll степень)
- Владимир Николаевич Разуваев, (l степень) (СССР)
- О Джин У (l степень, семь раз, ll степень дважды)
- Иван Кожедуб (l степень) (CCCP)
- Ли Ыль Соль (I степень десять раз, ll степень трижды)
- Ли Ён Хо (I степень)
- Дмитрий Тимофеевич Язов (I степень) (СССР) (Маршал советского союза)
- Ри Пён Чхоль (I степень, дважды)
- Ким Чен Гак
- Ким Ён Чхоль (l степень)
- Но Гван Чхоль (I степень)
- Ким Иль Чхоль (I степень, трижды)